# Urban (Name)
Urban bzw. Urbán ist ein männlicher Vorname und ein Familienname.

## Herkunft und Bedeutung
Urban ist abgeleitet vom lateinischen Urbanus von urbs (Stadt, insbesondere Rom) und bedeutet städtisch oder der Städter (auch der Höfliche, Feingebildeter). Der männliche Vorname bezieht sich ursprünglich auf Papst Urban I.

## Namenstag
- 25. Mai, Todestag des Papstes Urban I. (230 n. Chr.); der Tag wird Urbanstag, Sankt Urban oder Urbani genannt.

## Namensträger

### Antiker Heiliger
- Urbanus (1. Jahrhundert n. Chr.)

### Päpste
- Urban I., Bischof von Rom, Pontifikat 222–230
- Urban II., Pontifikat 1088–1099
- Urban III., Pontifikat 1185–1187
- Urban IV., Pontifikat 1261–1264
- Urban V., Pontifikat 1362–1370
- Urban VI., Pontifikat 1378–1389
- Urban VII., Pontifikat 1590
- Urban VIII., Pontifikat 1623–1644

### Vorname
- Urban (Bischof) († 1134), walisischer Geistlicher, Bischof von Llandaff
- Urban (Stückgießer), (erste Hälfte des 15. Jhd.), Erbauer des Dardanellengeschützes
- Urban Bruun Aaskow (1742–1806), dänischer Mediziner
- Urban Bacher (* 1963), deutscher Hochschullehrer, Jurist und Kaufmann
- Urban Brückmann (1728–1812), deutscher Arzt, Mineraloge und naturwissenschaftlicher Schriftsteller
- Urban Camenzind (* 1965), Schweizer Politiker
- Urban Ehrlich (1822–1898), österreichischer Schriftsteller
- Urban Federer (* 1968), 59. Abt des Klosters Einsiedeln
- Urban Ferenčak (* 1992), slowenischer Mountainbike- und Straßenradrennfahrer
- Urban Franc (* 1975), slowenischer Skispringer
- Urban Gad (1879–1947), dänischer Drehbuchautor und Regisseur
- Urban Gwerder (1944–2017), Schweizer Schriftsteller, Künstler und Herausgeber
- Urban Hettich (* 1953), deutscher Nordischer Kombinierer und Trainer
- Urban von Langres französischer Geistlicher, Bischof von Langres und Autun
- Urban Loritz (1807–1881), österreichischer Pfarrer und Pastoraltheologe
- Urban Mangold (* 1963), deutscher Politiker (ÖDP)
- Urban Pierius (auch Birnbaum; 1546–1616), deutscher evangelischer Theologe
- Urban Priol (* 1961), deutscher Kabarettist, Schriftsteller und Moderator
- Urban Wiesing (* 1958), deutscher Medizinethiker
- Urban A. Woodbury (1838–1915), US-amerikanischer Politiker
- Urban Dietrich von Lüdecke (1655–1729), braunschweig-wolfenbüttelscher Staatsmann
- Urban-Josef Jülich (* 1940), deutscher Landwirt und Politiker

### A
- Adolf Urban (1914–1943), deutscher Fußballspieler
- Adrian Urban (* 1966), deutscher Publizist und Buchautor
- Agricol-Joseph Fortia d’Urban (1756–1843), französischer Philologe und Historiker
- Albert J. Urban (* 1959), deutscher Religionspsychologe und Sprachphilosoph
- Alexander Urban (Alexander S. Urban; * 1980), Physiker und Hochschullehrer
- Alexandra Urban (* 1984), deutsche Tischtennisspielerin
- Alfons Urban (* 1936), deutscher Politiker (CSU)
- Alfred Urban (1893–nach 1973), deutscher Jurist und Autor
- Annette Urban (* vor 1981), Kunsthistorikerin und Hochschullehrerin
- Anton Urban (Unternehmer) (1827–1885), österreichischer Unternehmer
- Anton Urban (Fußballspieler) (1934–2021), tschechoslowakischer Fußballspieler

### B
- Benjamin D’Urban (1777–1849), britischer Armeeoffizier und Gouverneur
- Benny Urban (* 1991), deutsch-kanadischer Snowboarder
- Bernd Urban (Philologe) (* 1941), deutscher Philologe und Autor
- Bernd W. Urban (* 1950), deutscher Biophysiker und Anästhesiologe
- Bernhard Krahl-Urban (* 1941/1942), deutscher Physiker
- Bonifaz Kaspar von Urban (1773–1858), deutscher Geistlicher, Erzbischof von Bamberg
- Brigitte Urban, deutsche Biologin, Bodenkundlerin und Hochschullehrerin
- Bruno Urban (1851–1910), deutscher Glasmaler

### C
- Carl Urban (1865–1941), deutscher Chemiker und Entomologe
- Carola Bauschke-Urban (* vor 1966), deutsche Soziologin und Hochschullehrerin
- Cezary Urban (* 1963), polnischer Politiker
- Christian Urban (Komponist) (1778–1860), deutscher Musiktheoretiker, Dirigent und Komponist
- Christian Urban (Mediziner) (* 1949), österreichischer Arzt und Universitätsprofessor
- Christoph Urban (1671–1756), deutscher evangelischer Kantor und Dichter
- Cornelia Urban (* 1972), deutsche Politikerin (SPD)

### D
- Daniel Urban (* 1980), deutscher Schauspieler
- Denny Urban (* 1988), US-amerikanischer Eishockeyspieler
- Dieter Urban (1951–2023), deutscher Soziologe und Hochschullehrer
- Dirk Urban (* 1969), deutscher Kugelstoßer

### E
- Eberhard Urban (1942–2019), deutscher Autor
- Edit Urbán (* 1961), ungarische Tischtennisspielerin
- Eduard Urban (1875–1953), österreichischer Verleger (Urban & Schwarzenberg)
- Emanuel Urban (1821–1901), österreichischer Pädagoge, Naturwissenschaftler und Sammler
- Emil K. Urban (1934–2014), US-amerikanischer Ornithologe
- Eric Urban, französischer Mathematiker
- Erich Urban (1875–nach 1927), deutscher Journalist, Musikkritiker und Librettist
- Ernst Urban (Verleger, 1838) (1838–1923), deutscher Verleger
- Ernst Urban (Apotheker) (1874–1958), deutscher Apotheker
- Ernst Urban (Verleger, 1908) (1908–?), deutscher Verleger
- Eszter Urbán (* 1984), ungarische Fußballschiedsrichterin
- Eugen Urban (1886–1929), deutscher Maler und Grafiker

### F
- Ferdinand Urban (1870–1951), österreichisch-tschechischer Lehrer, Biologe und Spongien-Forscher
- Flórián Urbán (* 1968), ungarischer Fußballspieler und -trainer
- František Urban (1868–1919), tschechischer akademischer Maler
- Franz-Xaver Urban (1933–2007), deutscher Verwaltungsbeamter und Heimatkundler
- Friedrich Urban (Intendant) (* 1944), österreichischer Rundfunkintendant
- Friedrich Julius Urban (1838–1918), deutscher Gesangslehrer und Komponist
- Friedrich-Ludwig Urban (1806–1879), deutscher Tierarzt
- Fritz Urban (1924–1983), deutscher Sänger, Gitarrist und Komponist

### G
- Georg Urban (Theologe) (1892–1976), deutscher evangelischer Pfarrer
- Georg Urban (Politiker, 1908) (1908–nach 1962), deutscher Unternehmer und Politiker (GB/BHE, GDP, CDU), MdL Schleswig-Holstein
- Georg Urban (Politiker, 1925) (1925–2005), deutscher Schiffsmakler und Politiker (CDU), MdBB
- Gotthard Urban (1905–1941), deutscher Kaufmann und Politiker (NSDAP)
- Günter Urban (1926–2017), deutscher Bauhistoriker und Hochschulrektor

### H
- Hans Urban (Architekt) (1874–1946), deutscher Architekt und Maler
- Hans Urban (Politiker) (* 1978), deutscher Politiker (Bündnis 90/Die Grünen)
- Hans Jörg Urban (1940–2021), deutscher römisch-katholischer Theologe und Ökumeniker
- Hans-Jürgen Urban (* 1961), deutscher Gewerkschafter
- Hartmut Urban (1941–1997), österreichischer Künstler, Maler und Grafiker
- Heinrich Urban (1837–1901), deutscher Komponist, Geiger und Musikpädagoge
- Heinz Urban (1925–1977), deutscher Politiker (SPD)
- Helmut Urban (* 1971), österreichischer Schauspieler und Kabarettist
- Henry Urban (Radsportler) (* 1920), deutscher Radrennfahrer
- Henry F. Urban (1862–1924), deutschsprachiger Schriftsteller
- Hermann Urban (1866–1946), deutscher Maler
- Horst Urban (Rennrodler) (1936–2010), tschechoslowakischer Rennrodler
- Horst Urban (Goldschmied) (* 1939), österreichischer Gold- und Silberschmied
- Horst W. Urban (1936–2007), deutscher Industriemanager (bei IBM, Ford und BMW) und Stiftungsgründer
- Hugo Urban-Emmerich (1887–1939), tschechoslowakischer Automobilrennfahrer

### I
- Ignaz Urban (1848–1931), deutscher Botaniker

### J
- Jan Urban (* 1962), polnischer Fußballspieler und -trainer
- Jens Urban, deutscher Drehbuchautor
- Jerzy Urban (1933–2022), polnischer Journalist, Verleger und Regierungssprecher
- Joachim Krahl-Urban (1901–1983), deutscher Forstwissenschaftler und Hochschullehrer
- Jochen Urban (* 1983), deutscher Ruderer
- Johann Urban (1863–1940), österreichischer Chemiker und Industrieller
- Johannes Urban (1906–1990), deutscher Entomologe und Schmetterlingssammler
- Jörg Urban (* 1964), deutscher Diplomingenieur für Wasserbau und Politiker (AfD), MdL, Oppositionsführer
- Josef Urban (Ringer, 1899) (1899–1968), tschechoslowakischer Ringer
- Josef Urban (Ringer, 20. Jahrhundert), tschechoslowakischer Ringer
- Josef Peter Urban (* 1951), deutscher Archivar
- Joseph Urban (1872–1933), österreichisch-amerikanischer Architekt, Illustrator und Bühnenbildner
- Julia Urban (* 1972), deutsche Schauspielerin

### K
- Karl von Urban (1802–1877), österreichischer Feldmarschallleutnant
- Karl Urban (Politiker) (1855–1940), böhmischer Industrieller und Politiker
- Karl Urban (Jagdpilot) (1894–1918), österreichischer Jagdpilot im Ersten Weltkrieg
- Karl Urban (Schauspieler) (* 1972), neuseeländischer Schauspieler
- Karl Urban (Journalist) (* 1984), deutscher Journalist mit Schwerpunkt Technik und Wissenschaft
- Karlheinz Urban (1915–1994), deutscher Maler und Bildhauer
- Keith Urban (* 1967), australisch-neuseeländischer Musiker
- Klaus Urban (Schauspieler) (1934–2012), deutscher Schauspieler und Intendant
- Klaus Urban (Materialwissenschaftler) (* 1944), deutscher Materialwissenschaftler und Wissenschaftsmanager
- Klaus Urban (Autor), deutscher Gartenbuchautor
- Klaus Dieter Urban (* 1947), deutscher Bildhauer
- Klaus K. Urban (* 1944), deutscher Pädagoge, Schriftsteller, Musiker, Liedermacher und Künstler
- Knut Urban (* 1941), deutscher Physiker

### L
- Lea Urban (* 1994), deutsche Schauspielerin und Sängerin
- Leonhard Urban (* 1942), deutscher Fußballspiele
- Lisa Urban (* 1988), deutsche Leichtathletin
- Lola Urban-Kneidinger (1901–1989), deutsche Schauspielerin
- Luboš Urban (* 1957), tschechischer Fußballspieler
- Ludwig Urban (Industrieller, 1854) (1854–1923), österreichischer Industrieller und Gutsbesitzer
- Ludwig Urban (Industrieller, 1876) (1876–1946), österreichischer Industrieller und Politiker
- Łukasz Urban (1979–2016), polnischer Fernfahrer, siehe Anschlag auf den Berliner Weihnachtsmarkt an der Gedächtniskirche

### M
- Malte Urban (* 1974), deutscher Radrennfahrer
- Marco Urban (* 1970), deutscher Fotojournalist und Verbandsvorsitzender
- Marcus Urban (* 1971), deutscher Fußballspieler
- Margrit Glogau-Urban (* 1941), deutsche Juristin und Richterin
- Maria Urban (Schauspielerin) (1930–2019), österreichische Schauspielerin
- Maria Urban (Bogenschützin) (* 1941), deutsche Bogenschützin
- Martin Urban (Kunsthistoriker) (1913–2002), deutscher Kunsthistoriker und Museumsdirektor
- Martin Urban (Publizist) (* 1936), deutscher Publizist
- Martin Urban (Fußballspieler) (* 1972), slowakischer Fußballspieler
- Max Urban (* 1984), Schweizer Sänger
- Melf Urban (* 2001), deutscher Volleyballspieler
- Michael Urban (Politiker) (* 1943), deutscher Politiker (CDU)
- Michael Urban (Fußballspieler) (* 1983), deutscher Fußballspieler
- Miguel Urbán (Politiker) (* 1980), spanischer Sozialaktivist und Politiker (Podemos), MdEP
- Miguel Hernández Urbán (1936–2017), mexikanischer Bildhauer und Maler
- Milo Urban (1904–1982), slowakischer Schriftsteller, Dolmetscher und Journalist

### N
- Nora Urban (1889–1977), österreichische Malerin, Schriftstellerin, Übersetzerin, Journalistin und Essayistin

### O
- Oliver Urban (* 1967), deutscher Kommunalpolitiker (SPD) und Rechtsanwalt
- Othmar Urban (1930–2017), österreichischer Journalist und Intendant
- Otto Urban (Gewerkschafter) (1877–1947), deutscher Gewerkschafter
- Otto Urban (Historiker) (1938–1996), tschechischer Historiker
- Otto Helmut Urban (* 1953), österreichischer Prähistoriker

### P
- Patrick Urban (* 1990), deutsch-polnischer Karateka
- Paul Urban (Grafiker) (1901–1937?), deutscher Grafiker
- Paul Urban (Physiker) (1905–1995), österreichischer Physiker
- Paul Urban (Moderator) (* 1998), österreichischer Hörfunkmoderator
- Peter Urban (Autor) (1941–2013), deutscher Schriftsteller und Übersetzer
- Peter Urban (Moderator) (* 1948), deutscher Moderator und Musiker
- Peter Urban (Ingenieur) (1955–2016), deutscher Ingenieur und Hochschullehrer
- Peter Urban-Halle (* 1951), deutscher literarischer Übersetzer
- Petr Urban (* 1960), tschechischer Zeichner und Illustrator
- Petra Urban (Schriftstellerin) (* 1957), deutsche Literaturwissenschaftlerin und Schriftstellerin
- Petra Urban (Sängerin) (* 1968), deutsche Sängerin (Mezzosopran)

### R
- Ralf Urban (* 1943), deutscher Althistoriker und Hochschullehrer
- Reinhard Urban (Fotograf) (1917–1991), Schweizer Lehrer und Fotograf
- Reinhard Urban (Mediziner) (* 1949), deutscher Rechtsmediziner und Hochschullehrer
- Reinhold Urban (1880–1917), deutscher Missionar und Verleger
- Reva Urban (1925–1987), US-amerikanische Malerin und Grafikerin
- Robert Urban (1826–1899), deutscher Landrat
- Robin Urban (* 1994), deutscher Fußballspieler
- Roland Urban (* 1940), tschechoslowakischer Rennrodler
- Rolf Urban (* 1958), deutscher Grafiker
- Rudolf von Urban (1879–1964), österreichisch-amerikanischer Psychoanalytiker und Schriftsteller, siehe Rudolf Urbantschitsch
- Rudolf Urban (Politikwissenschaftler) (1910–1985), deutscher Politikwissenschaftler
- Rudolf Urban (Maueropfer) (1914–1961), deutsches Todesopfer an der Berliner Mauer

### S
- Sabine Urban (* 1976), deutsche Schauspielerin
- Sebastian Urban (1852–1930), deutscher Brauereibesitzer
- Simon Urban (* 1975), deutscher Schriftsteller
- Stanisław Urban (1907–1940), polnischer Ruderer
- Štěpán Urban (1913–1974), tschechischer Musiker, Esperanto-Dichter und Schriftsteller
- Stephan Urban (* 1961), deutscher Biochemiker, Virologe und Hochschullehrer
- Sebastian Urban (* 1987), deutscher Kaufmann

### T
- Theodor Urban (1874–1939), deutscher evangelikaler Verleger
- Thomas Urban, deutscher Historiker (1909–1996), siehe Oskar Köhler (Historiker)
- Thomas Urban (Journalist) (* 1954), deutscher Journalist
- Thomas Urban (Wirtschaftsinformatiker) (* 1969), deutscher Wirtschaftsinformatiker
- Tomáš Urban (* 1989), slowakischer Handballspieler

### U
- Ulrich Urban (* 1939), deutscher Dirigent und Pianist
- Ulrike Urban-Stahl (* 1971), deutsche Sozialpädagogin und Hochschullehrerin

### V
- Víctor Urbán (1934–2024), mexikanischer Organist und Komponist

### W
- Werner Urban (1927–2021), deutscher Realschulkonrektor und Hobby-Archäologe
- Wilbur Marshall Urban (1873–1952), amerikanischer Philosoph
- Wilhelm Urban (Schauspieler) (1793–1833), deutscher Schauspieler und Librettist
- Wilhelm Urban (Politiker) (1908–1973), deutscher Politiker (SPD)
- William Stewart Mitchell D’Urban (1836–1934), britischer Botaniker und Zoologe
- Wincenty Urban (1911–1983), polnischer Theologe und Geistlicher, Weihbischof in Gnesen
- Wolfgang Urban (Physiker) (1935–2021), deutscher Physiker
- Wolfgang Urban (Manager) (* 1945), deutscher Manager, unter anderem Vorstandsvorsitzender der KarstadtQuelle AG
- Wolfgang Urban (Konservator) (* 1948), deutscher Diözesankonservator und Museumsleiter

### Z
- Zita Urbán (* 2002), ungarische Mittelstrecken- und Hindernisläuferin